# 拉斐尔·伊格莱西亚斯
拉斐尔·伊格莱西亚斯（西班牙語：Rafael Iglesias，1924年5月25日—1999年1月1日），阿根廷男子拳击运动员。他曾代表阿根廷参加1948年夏季奥林匹克运动会拳击比赛，获得男子重量级金牌。